# Physorhynchus chamaerapistrum

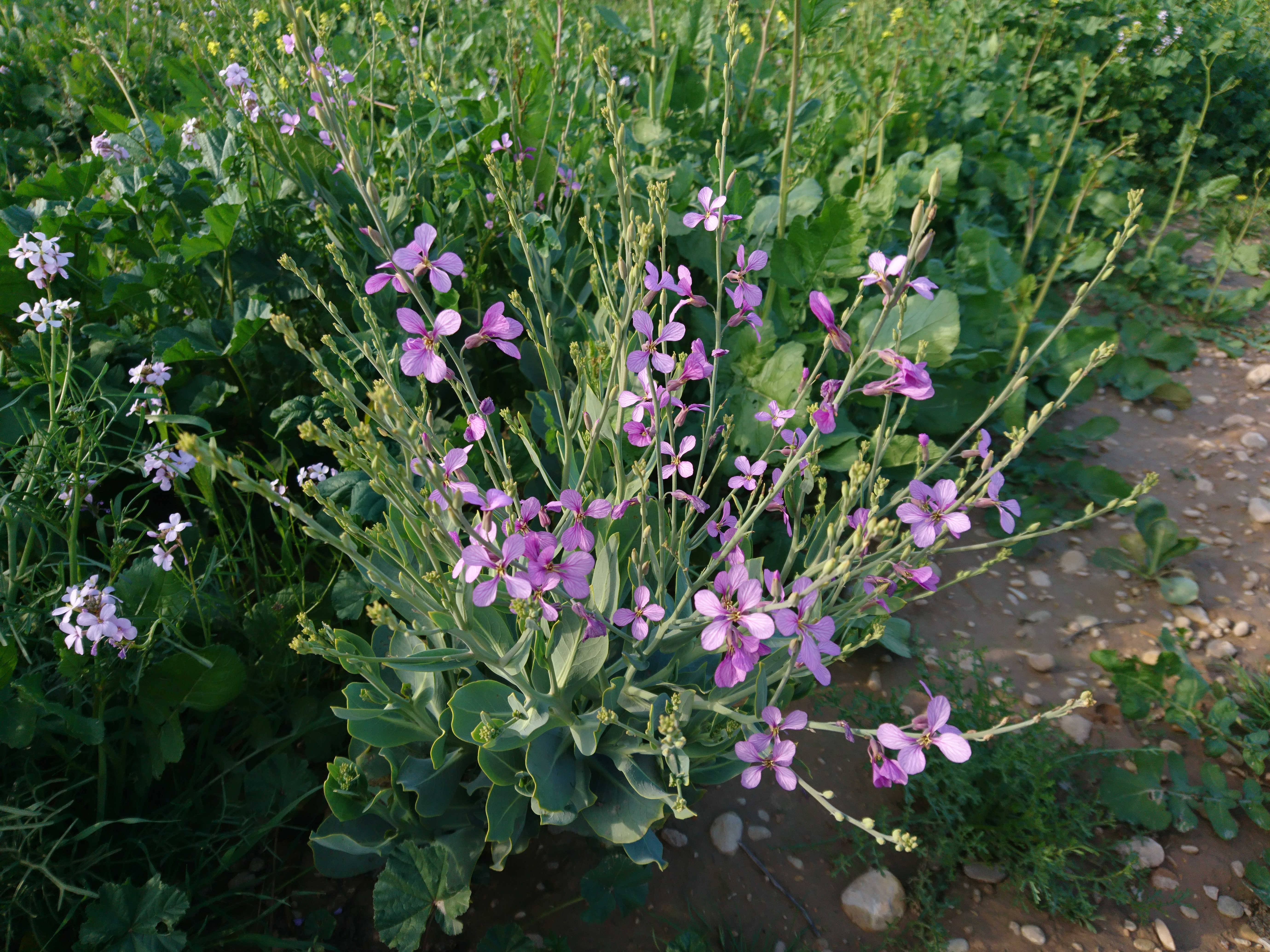
Physorhynchus chamaerapistrum, Behbahan

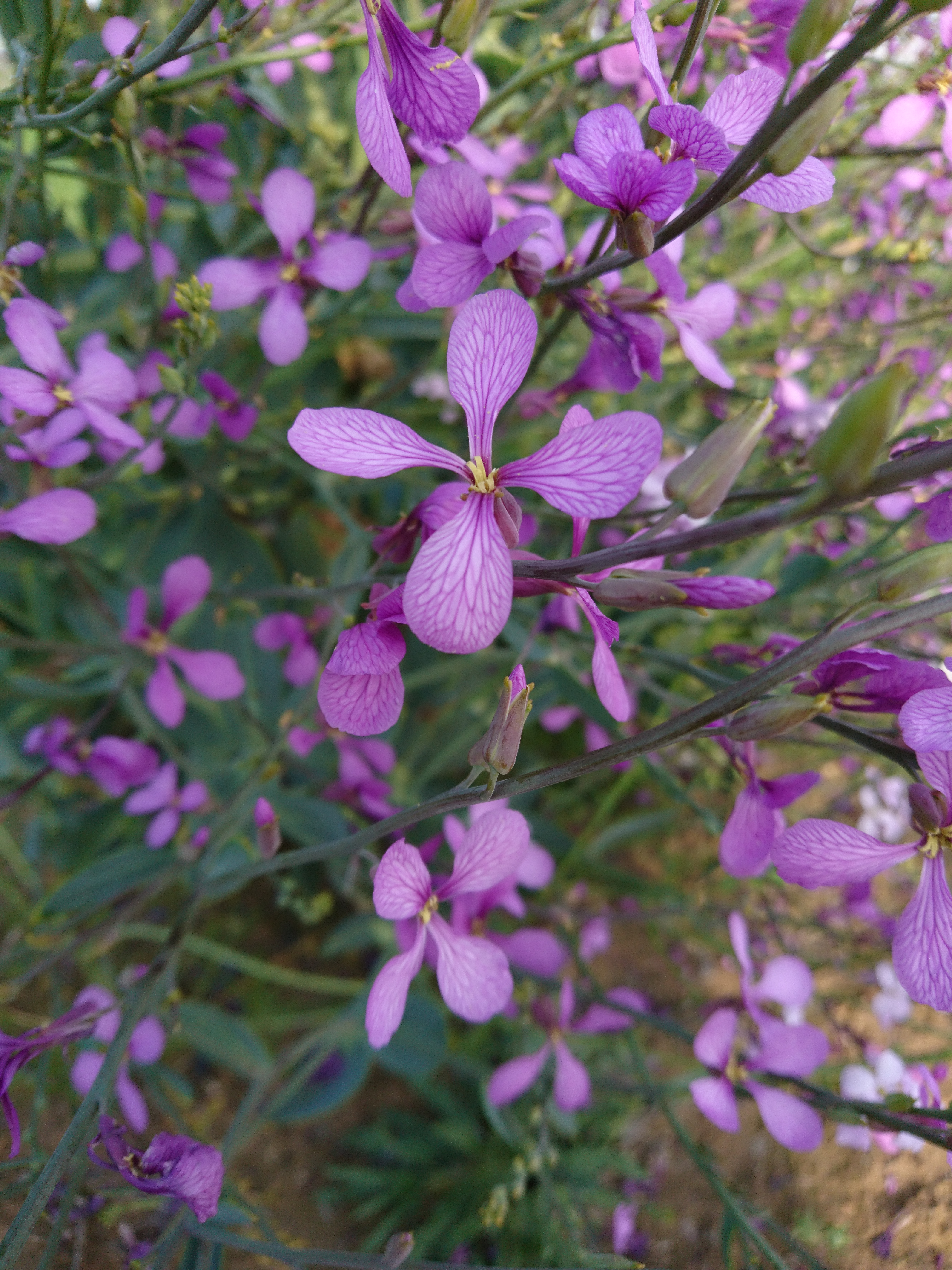
Physorhynchus chamaerapistrum, Behbahan

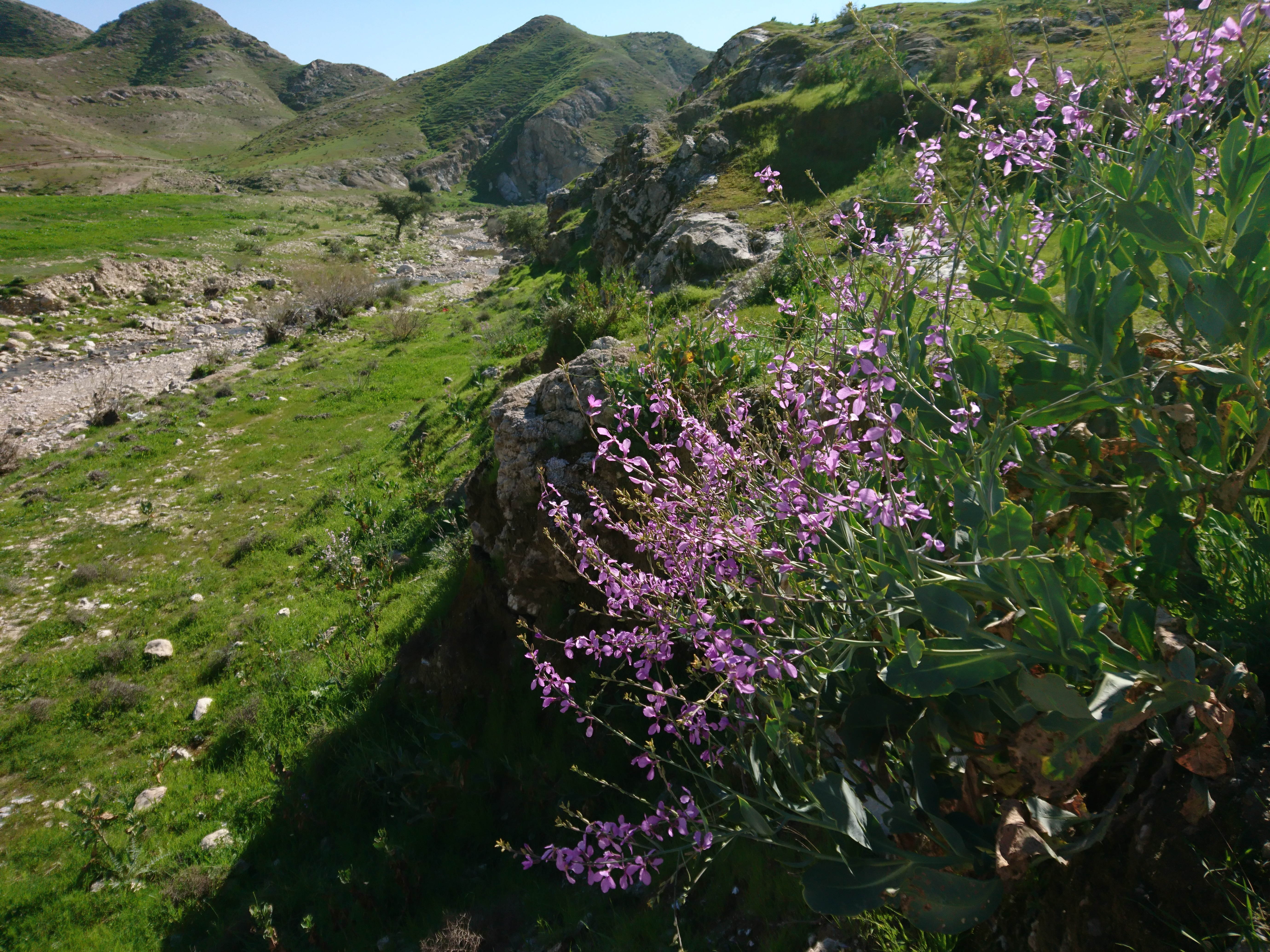
Physorhynchus chamaerapistrum, Behbahan

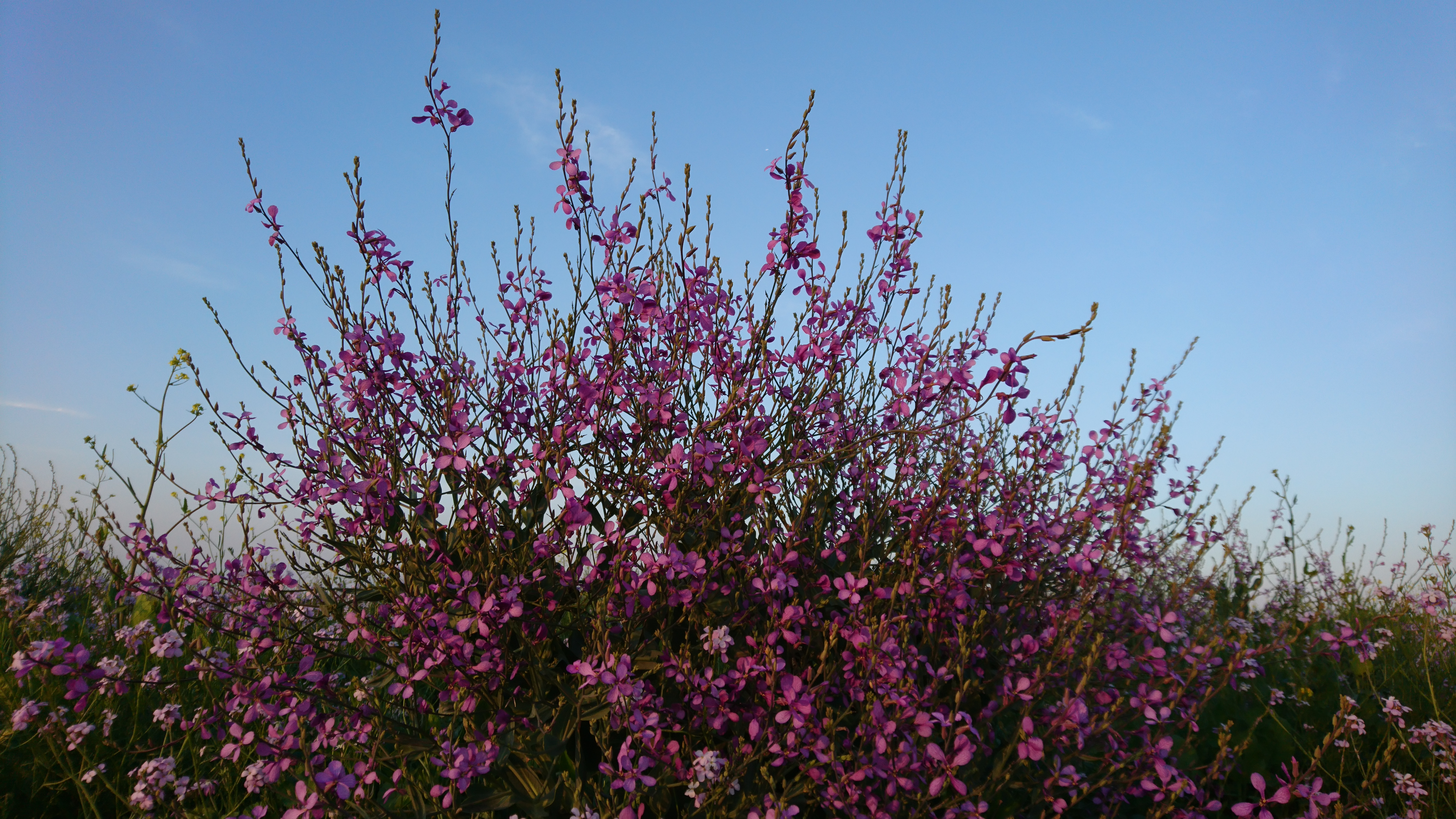
Physorhynchus Chamaerapistrum, Behbahan

Physorhynchus es un género monotípico de fanerógamas perteneciente a la familia Brassicaceae. Su única especie: Physorhynchus chamaerapistrum es originaria de  Irán.

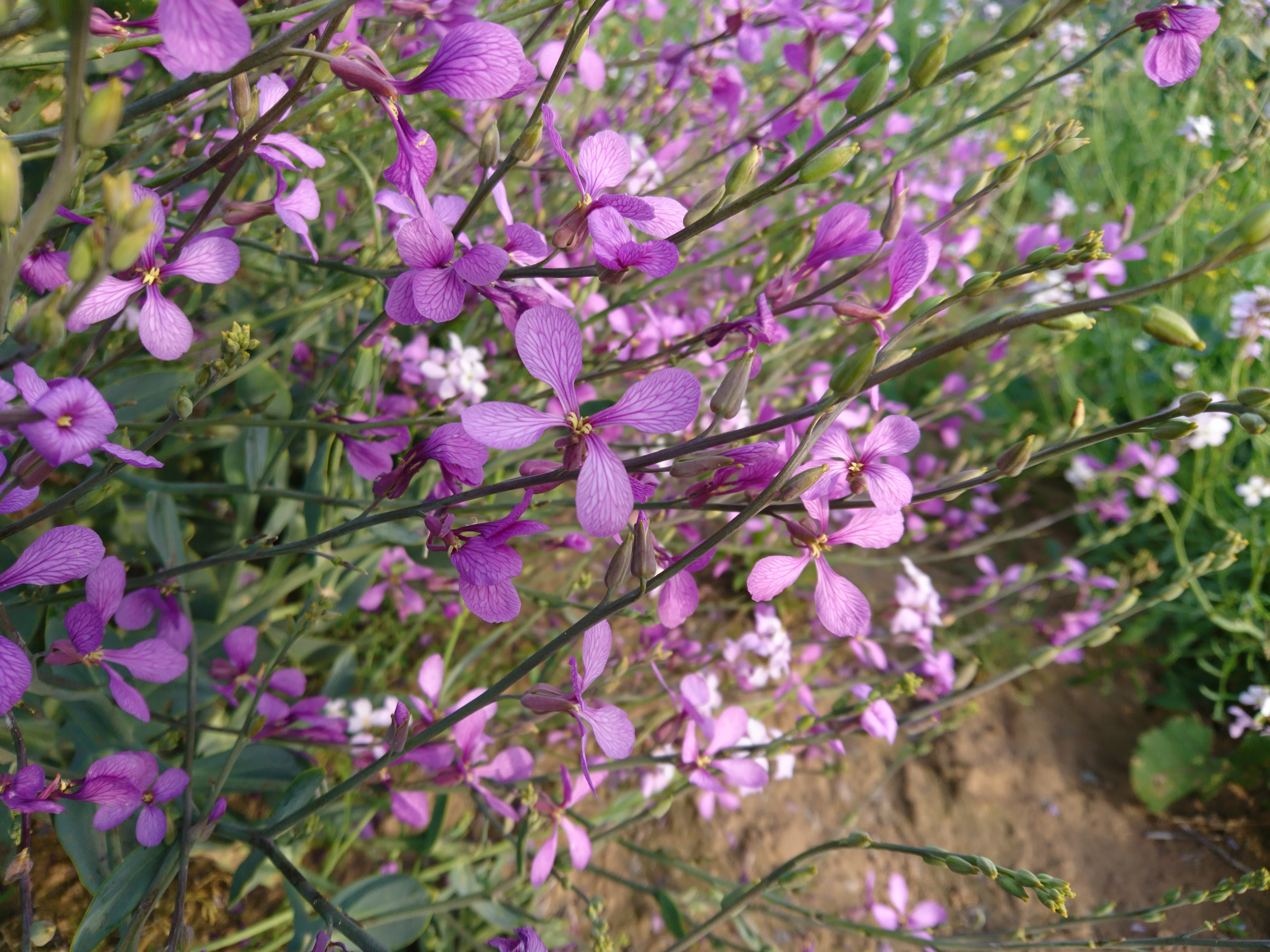
Physorhynchus chamaerapistrum, Behbahan

## Taxonomía
Physorhynchus chamaerapistrum fue descrita por Pierre Edmond Boissier y publicado en Fl. Orient. (Boissier) 1: 403. 1867
Sinonimia
- Zilla chamaerapistrum Boiss.
- Zilla schouwioides Boiss.[3]

## Galera

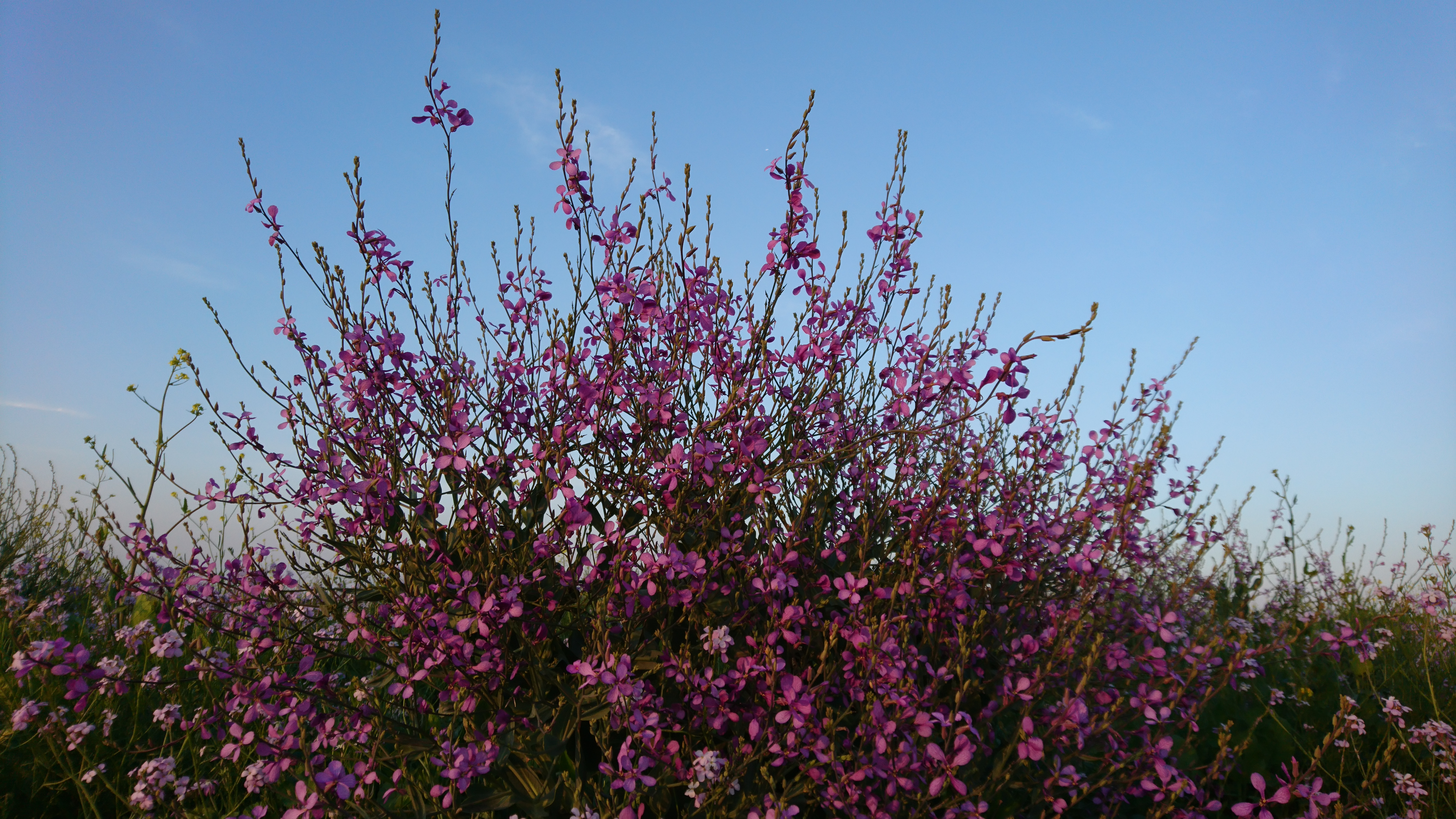
Physorhynchus Chamaerapistrum, Behbahan
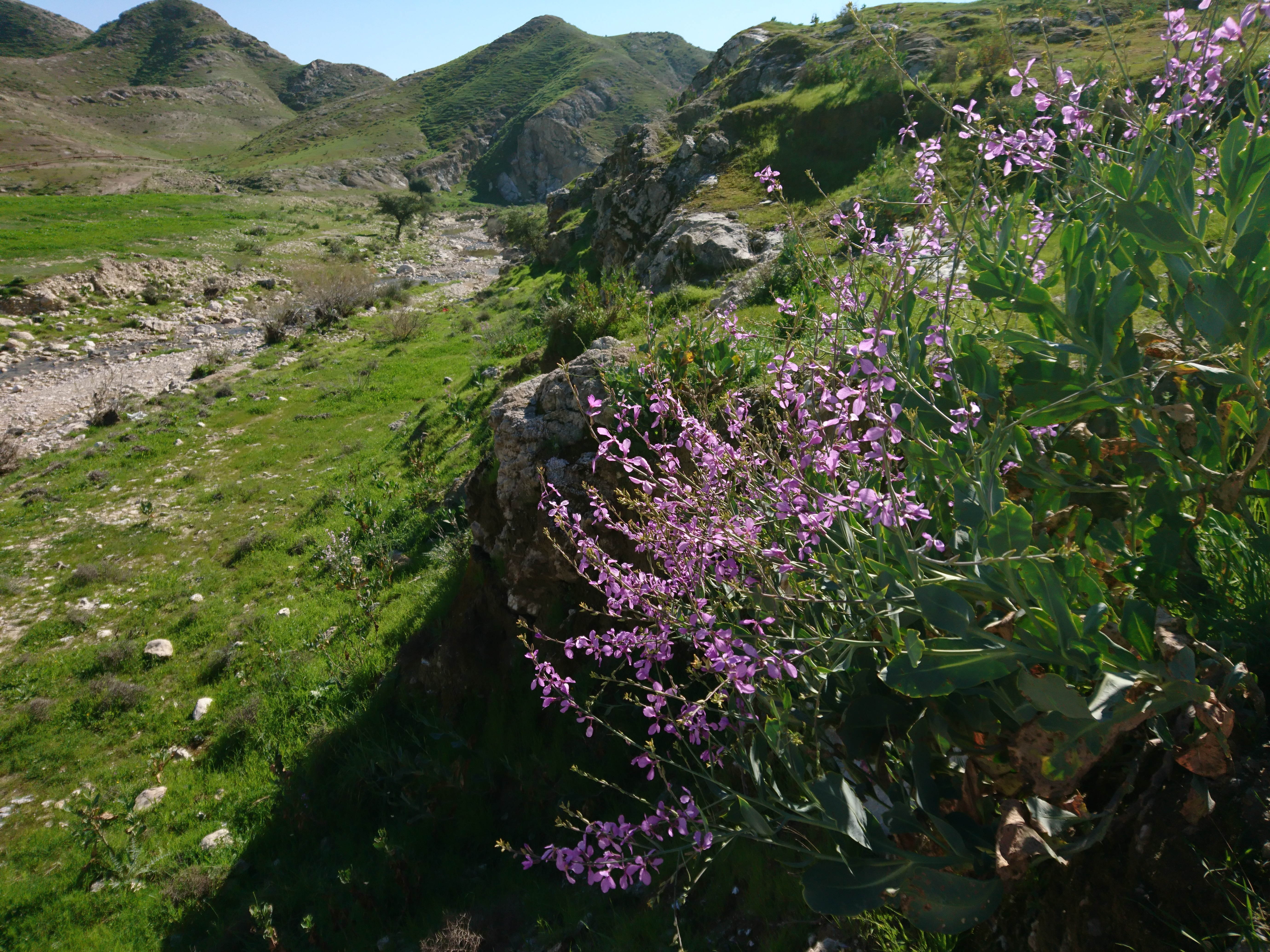
Physorhynchus Chamaerapistrum, Behbahan
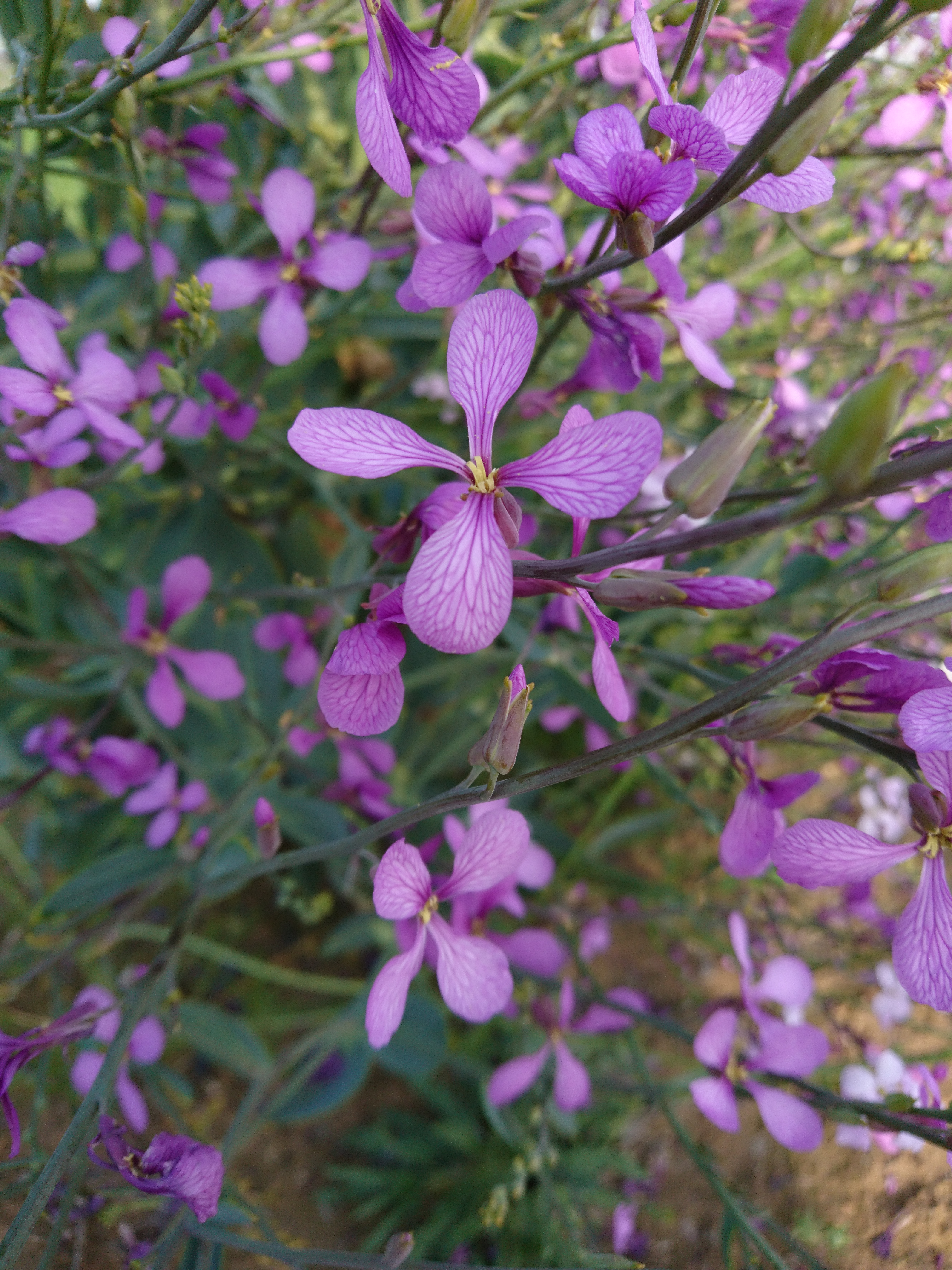
Physorhynchus Chamaerapistrum, Behbahan
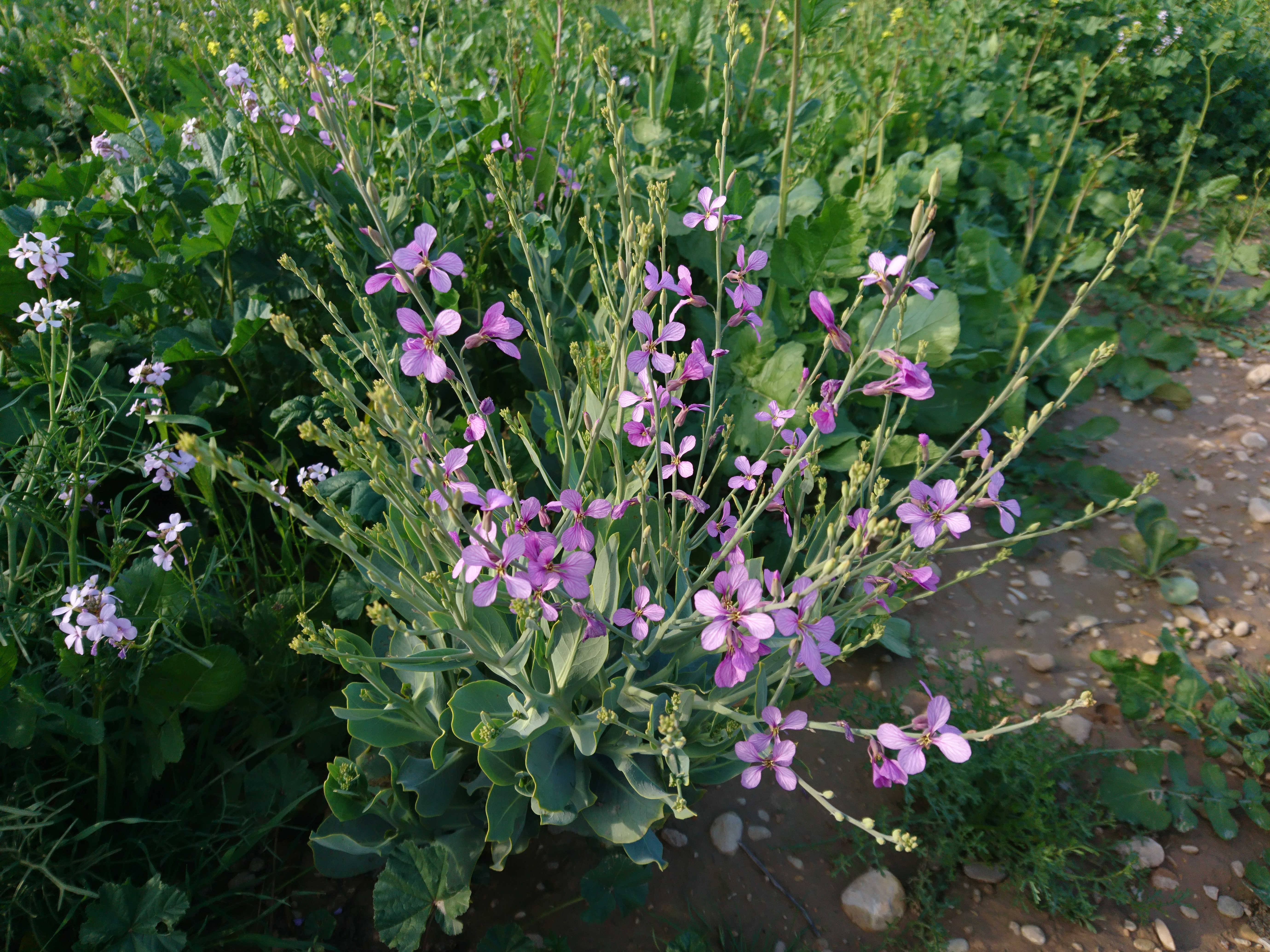
Physorhynchus Chamaerapistrum, Behbahan
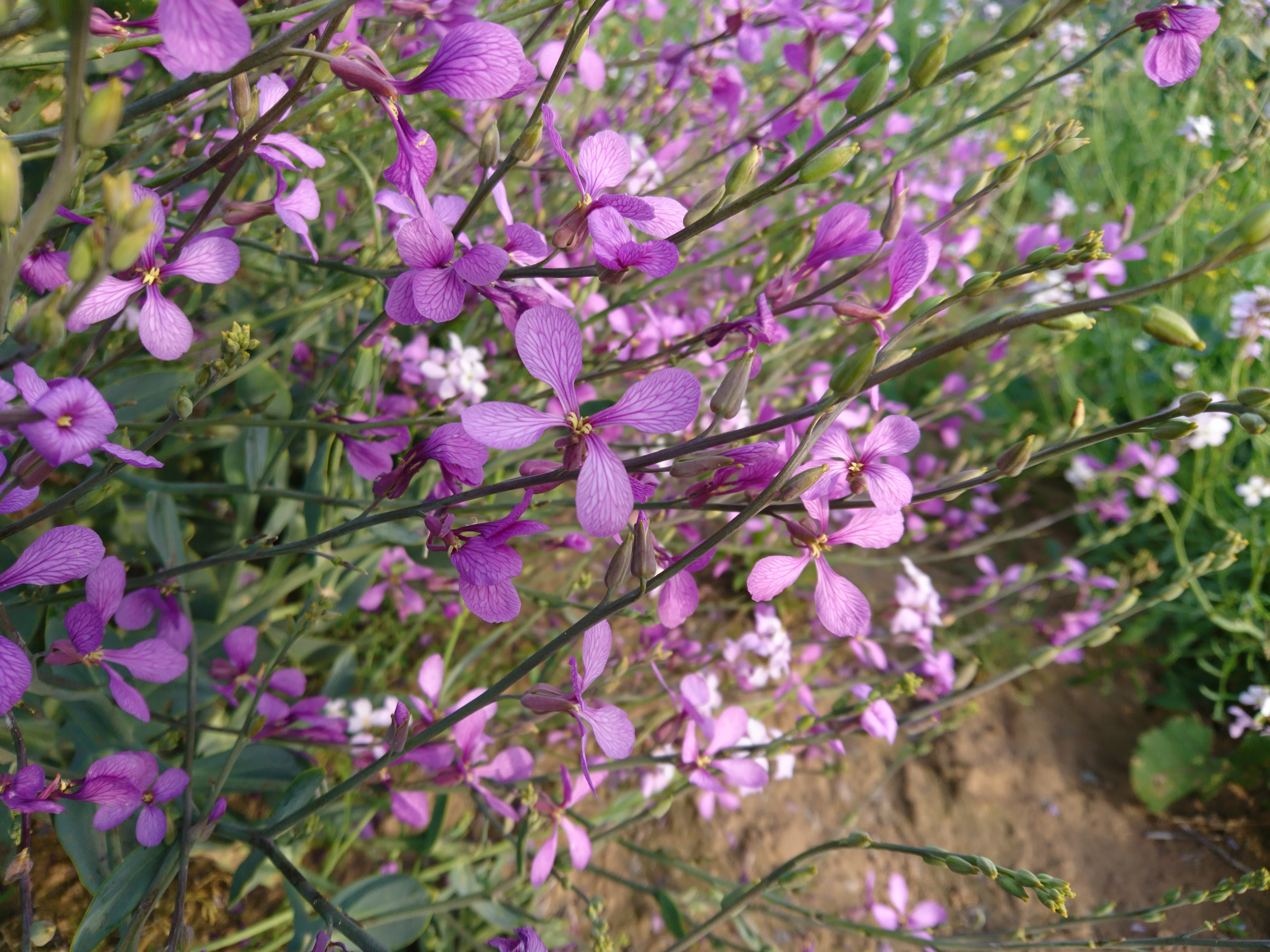
Physorhynchus Chamaerapistrum, Behbahan
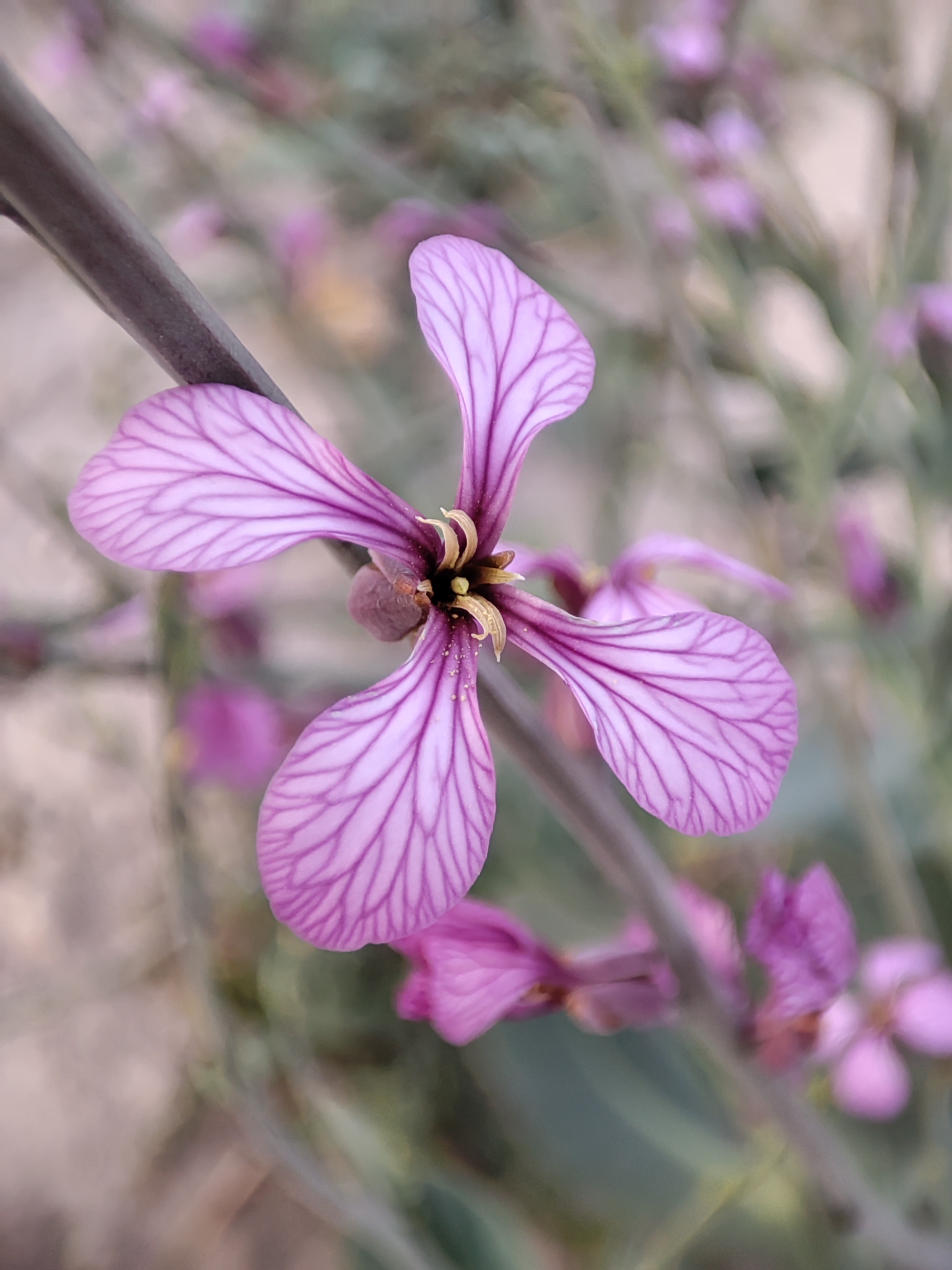
Physorhynchus Chamaerapistrum, Behbahan